# Кайранкольський сільський округ
Кайранко́льський сільський округ (каз. Қайраңкөл ауылдық округі, рос. Кайранкольский сельский округ) — адміністративна одиниця у складі Жамбильського району Північноказахстанської області Казахстану. Адміністративний центр — село Кайранколь.
Населення — 1137 осіб (2021; 1858 у 2009, 2637 у 1999, 3063 у 1989).
Станом на 1989 рік існували Кайранкольська сільська рада (села Кайранколь, Нове) та Українська сільська рада (села Українське, Цілинне) колишнього Джамбульського району. Село Цілинне було ліквідоване 2008 року.

## Склад
До складу округу входять такі населені пункти:
| Населений пункт  | Старі назви | Населення, осіб (1989) | Населення, осіб (1999) | Населення, осіб (2009) | Населення, осіб (2021) |
| ---------------- | ----------- | ---------------------- | ---------------------- | ---------------------- | ---------------------- |
| Кайранколь, село | -           | 1179                   | 1252                   | 935                    | 653                    |
| Нове, село       | -           | 336                    | 254                    | 199                    | 58                     |
| Українське, село | -           | 1373                   | 1131                   | 724                    | 426                    |
| Цілинне, село    | -           | 175                    | 46                     | -                      | -                      |